# Corridor mormon

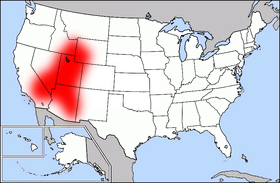
Le corridor mormon en rouge

Le corridor mormon (en anglais Mormon Corridor) est une zone de l'ouest des États-Unis qui a été peuplée entre 1850 et approximativement 1890 par des membres de l'Église de Jésus-Christ des saints des derniers jours, plus communément appelés les Mormons.
Dans la littérature universitaire, la zone est aussi communément appelée région de culture mormone (Mormon culture (en) region), On peut aussi l'appeler "Ceinture du livre de Mormon" (Book of Mormon Belt) par analogie avec la Bible Belt du Sud-Est des États-Unis.

## Localisation

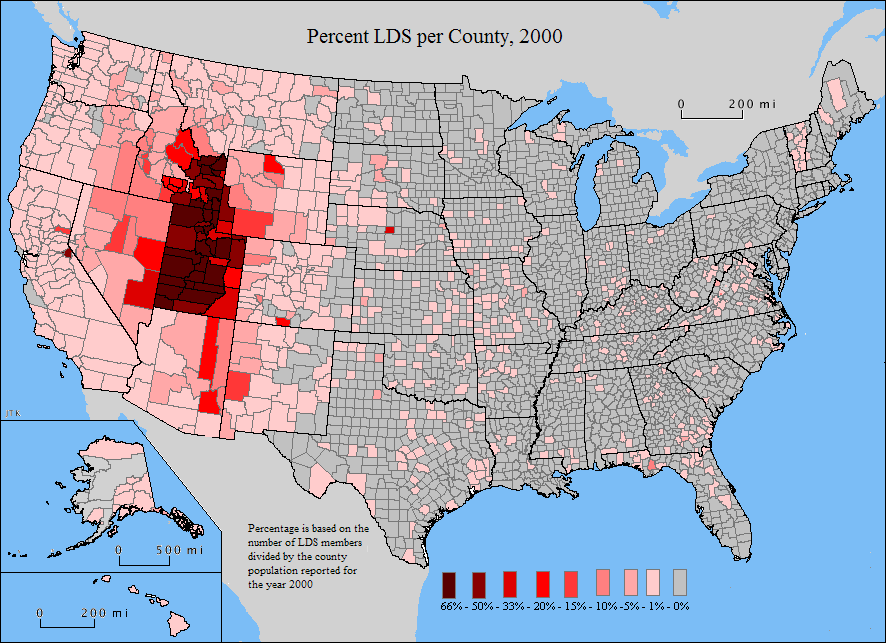
Part de la population mormone par comtés américains en 2000

Centré sur l'Utah, le corridor s'étend vers le nord à travers l'ouest du Wyoming et l'est de l'Idaho jusqu'au parc national de Yellowstone. Au sud il atteint San Bernadino en Californie à l'ouest et Mesa en Arizona à l'est, poussant à l'ouest jusqu'à la Jordan Valley dans l'Oregon et s'étendant au sud jusqu'à Eldorado au Texas et finalement jusqu'à la frontière avec le Mexique. Les implantations dans l'Utah, au sud de Wasatch Front, s'étendent de  Saint George au sud-ouest à Nephi au nord-est, incluant la vallée de la Sevier. Le corridor concorde grossièrement avec la région comprise entre l'actuelle Interstate 15 et l'U.S. Route 89. En dehors de Wasatch Front et de la Cache Valley, la plupart de la population réside dans le corridor. En dehors de l'Ouest des États-Unis, des implantations mormones isolées se retrouvent dans l'Ouest canadien (Cardston (Alberta), dans des parties de la Colombie-Britannique et du Yukon) et au Mexique (dans les États de Basse-Californie, de Chihuahua et Sonora).